# ブリタニア (蒸気船)
ブリタニア（RMS Britannia）は、ロバート・ダンカン＆カンパニーが1840年に初めて建造したオーシャン・ライナーの1隻である。

## 概要
ブリタニアは、スコットランドのロバート・ダンカン＆カンパニーで建造され、1840年2月5日に進水した。キュナード・ラインの所有で、姉妹船にアカディア、カレドニア、コロンビアが存在する。

### 性能
ブリタニアは比較的小型の船で、全長63m、全幅10.3m、補助用の帆を取り付ける3本のマストがあった。外輪船でエンジン出力は約740i.h.p、速力は比較的速く、約10ノットであった。総トン数は1,154トンで、乗客定員は115人、乗務員は82人であった。

### 処女航海
処女航海は1840年7月4日で、ハリファックス - リヴァプール間を航海日数12日10時間で横断し、復路では10日間、平均速力10ノットを記録した。なお、その後の8月14日の航海で速力10.98ノット、航海日数9日21時間44分を記録し、グレート・ウェスタンの記録を更新してブルーリボン賞を受賞している。同年8月に姉妹船アカディアと、同年10月にカレドニアと、翌年1月にコロンビアと合流し、4隻は乗客115人と225トンの荷物を運搬した。ダイニング・レストランは上甲板上の前後に長い船室の中にあり、女性専用のサロンも用意されていた。ハリファックスまでの運賃は35ギニーで、これには飲食代も含まれていた。
1842年5月11日に再びグレート・ウェスタンに記録を更新された。

### 軍の徴用
ブリタニアは、1849年3月にキュナード・ラインからドイツ海軍に売却され、バルバロッサ（SMS Barbarossa）と改名した。バルバロッサは9門の砲を搭載し、カール・ルドルフ・ブロミー提督の旗艦として1849年のヘルゴラント海戦に参加した。1852年6月にプロイセン海軍に移籍され、ダンツィヒ（グダニスク）で宿泊艦として使用された。1880年5月にプロイセン海軍から除籍され、同年7月に標的艦として沈められた。